# Форма на доброто
„Идеята за благо“ (на старогръцки: τοῦ ἀγαθοῦ ἰδέαν) е концепция на Платон, упомената в неговия диалог „Държавата“ (508e2–3). Персонажът Сократ сравнява Слънцето с „потомък“ (ἔκγονος) или дете на Идеята за благо (508c-509a), поради това че както Слънцето прави физическите обекти видими и поддържа живота на Земята, така Благото прави всички универсалии разбираеми и в известен смисъл дава битие на всички други форми, макар че Доброто само по себе си превъзхожда съществуването. То е абсолютна мярка за справедливост. Платон също така обяснява теорията си за справедливостта в „Държавата“, във връзка с концепцията си за „града на речта“ – и двете изискват управление на рационалното, с други думи философите царе, които могат да разберат Формата на доброто.
Платон пише, че Идеята за Благо е връхна точка на познанието, въпреки че не е познание сама по себе си, и от доброто, нещата, които съществуват, придобиват стойност и полезност. Хората са принудени да търсят доброто, но никой не може да се надява да го постигне без философско мислене.
Според Платон истинското знание е свързано не с онези материални обекти и несъвършени умове, които ние срещаме в ежедневните си взаимодействия с цялото човечество, а по-скоро с изследване на съвършени модели, по чиито образец са създадени всички същества. Платон смята, че такива образци съществуват извечно и ги нарича идеали. Понеже формите не могат да бъдат доловени от човешките сетива, всяко знание за Формите трябва да бъде видяно през окото на ума (сравнете „Парменид“ 132a), докато идеите, произлизащи от реалния свят на непрекъснати промени, са незадоволителни и неточни (сравнете „Теетет“). Той поддържа тази степен на скептицизъм, която отхвърля всякакъв авторитет на сетивното доказателство. По същество Платон навежда на мисълта, че справедливостта, истината, равенството, красотата и много други произлизат от Идеята за благо.
Аристотел не одобрява концепцията за Благо и е обсъждал това няколко пъти в двата си значителни етически труда – „Евдемова етика“ и „Никомахова етика“.